# Żydowski dom modlitwy w Józefowie nad Wisłą
Żydowski dom modlitwy w Józefowie nad Wisłą – dawny żydowski dom modlitwy zlokalizowany w centrum Józefowa nad Wisłą (województwo lubelskie), przy ulicy Partyzantów (adresowo przy ul. Opolskiej).

## Historia

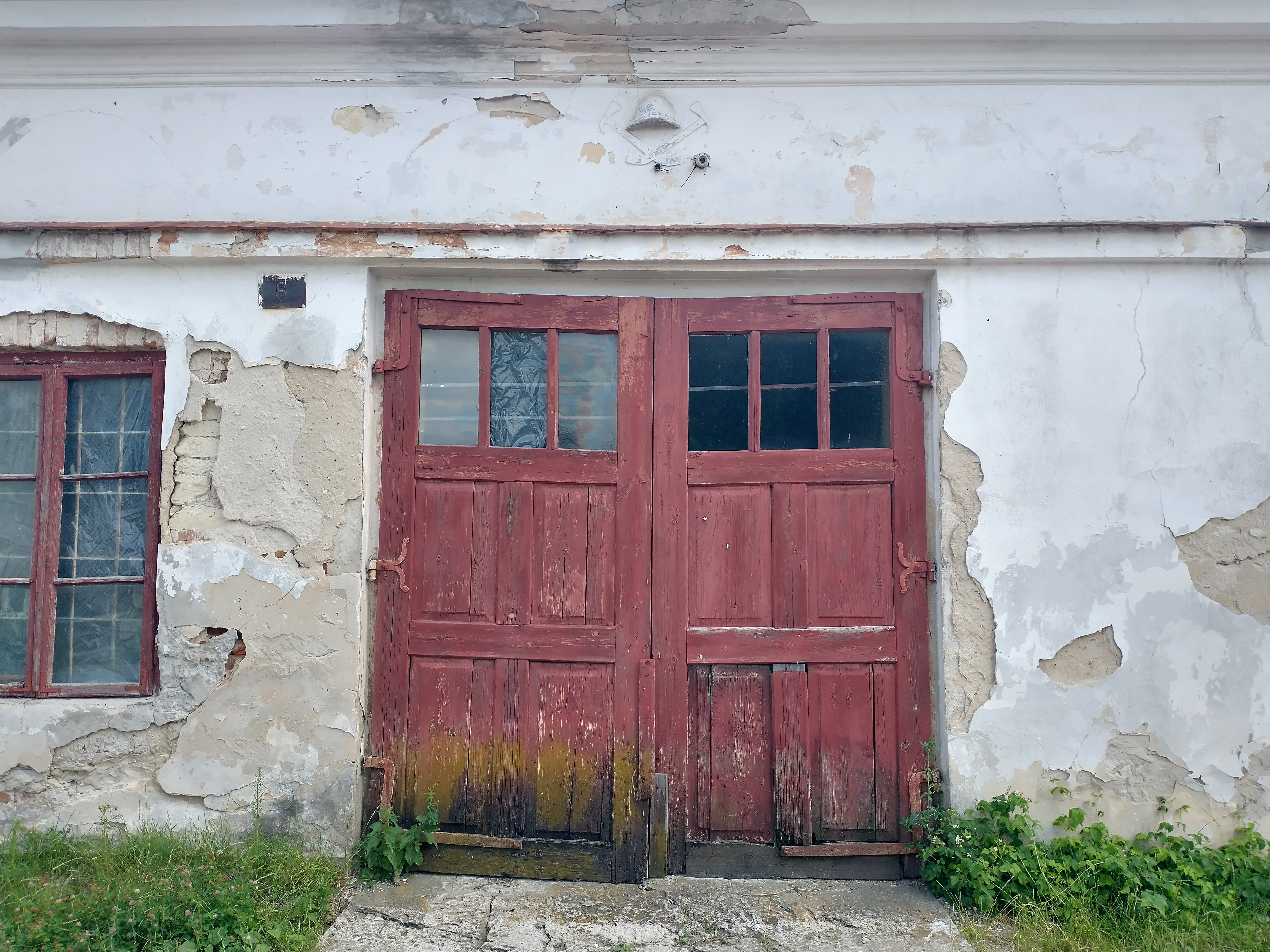
Symbole strażackie nad wejściem

Kamienny obiekt powstał najprawdopodobniej w końcu XIX wieku. Zniszczono go podczas I wojny światowej lub wcześniej (na początku XX wieku). Został odbudowany w drugiej połowie lat 20. XX wieku – projekt odbudowy parterowego domu z dwoma wejściami osłoniętymi gankami od frontu złożono do lubelskiego Urzędu Wojewódzkiego w 1925. Organ ten zlecił poprawki, m.in. ukształtowanie fasady w zgodzie z formami polskiej architektury małomiasteczkowej. Wnętrze wspierało się na czterech słupach ustawionych w centrum sali modlitw. Oświetlone było poprzez trzy okna od frontu i dwa po bokach. Budynek wyposażono w poddasze, a także mieszkanie, które mogło być przeznaczone dla rabina. Dom modlitwy nie uległ zniszczeniu przez Niemców podczas okupacji, a po wojnie został przekazany Ochotniczej Straży Pożarnej i przystosowany do jej potrzeb.
W pobliżu domu istniała przed II wojną światową synagoga, a w mieście działały też mykwa i rzeźnia rytualna. Do dziś zachowały się relikty kirkutu.